# Fatou Ceesay (Leichtathletin)
Fatou Ceesay ist eine gambische Leichtathletin.

## Karriere
Ceesay stellte 1968 als Juniorin in Dakar mit einer Weite von 21,24 Metern einen gambischen Rekord im Diskuswurf auf, der bis heute (Stand: Mai 2019) Bestand hat. Der Weltleichtathletikverband IAAF listet für Ceesay nur eine weitere Wettbewerbsteilnahme am 1. Januar 1979 in Dakar auf, wo sie eine Weite von 21,14 Metern erzielte. Über weitere Leistungen ist nichts bekannt.
| Disziplin  | Leistung | Datum          | Event | Ort            |
| ---------- | -------- | -------------- | ----- | -------------- |
| Diskuswurf | 21,24 m  | 13. April 1968 |       | Dakar, Senegal |